# Der letzte Bulle

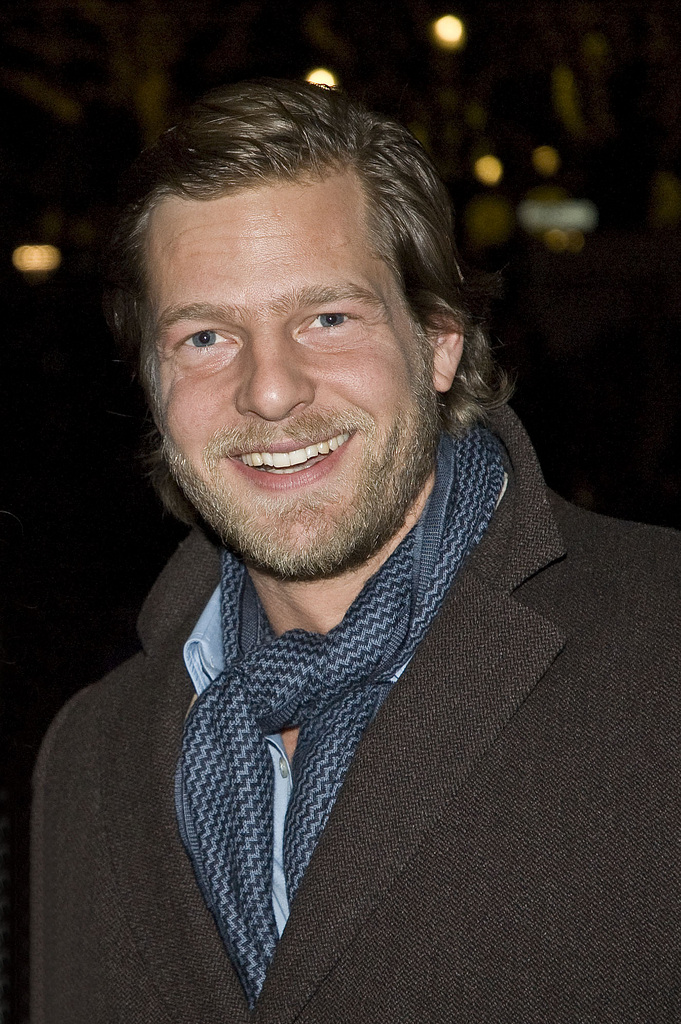
Henning Baum speelt de hoofdrol als Mick Brisgau

Der letzte Bulle is een Duitse televisieserie bestaande uit 60 afleveringen in vijf seizoenen, uitgezonden vanaf 12 april 2010 tot 2 juni 2014 op Sat.1. Het verhaal speelt zich af in en om de stad Essen, het vijfde seizoen echter ook voor een groot deel in Keulen. In 2019 verscheen een gelijknamige speelfilm gebaseerd op de serie.

## Synopsis
Politieagent Michael "Mick" Brisgau ligt in coma door een tijdens de dienst opgelopen schotwond in het hoofd. Als hij na twintig jaar wakker wordt, moet hij vaststellen dat er in de samenleving veel is veranderd.
Hij mag terug in actieve politiedienst en permitteert zich een ongeremde vrijheid, omdat hij als een macho van de oude stempel zijn zaken op tamelijk onconventionele wijze aanpakt. Om de situatie in balans te houden, wijst zijn chef en ex-partner Martin Ferchert hem de nuchtere, jonge controlefreak Andreas Kringge als partner toe. Intussen maakt politiepsychologe Tanja Haffner zich andere zorgen om Brisgau. Zijn vrouw Lisa had zich, na vijf jaar gewacht te hebben, terwijl hij in coma lag, van hem laten scheiden. Zij is nu samen met de forensisch arts van het politieteam, Roland Meisner, en de confrontaties lijken direct al onvermijdelijk. Bovendien herinnert Brisgau zich zijn intussen volwassen dochter Isabelle enkel als zes maanden oude baby. 
Met zorgeloze naïviteit en een praktische aanpak gaat Brisgau om met het voor hem nieuwe alledaagse leven van de 21e eeuw. DNS, feng shui, cd's, internet, zoekmachines en navigatiesystemen zijn hem een gruwel, evenals het idee dat vrouwen kunnen voetballen (aflevering 8: Das Runde muss in das Eckige) en dat welness er ook voor mannen is (Aflevering 10 Gepflegter Tod).
Zijn tamelijk onbehouwen gedrag wordt deels gecompenseerd door consequentheid, waarmee hij met vroeger geleerde methoden toch veel zaken tot een oplossing brengt. Dit blijkt bijvoorbeeld wanneer hij zijn oude Opel Diplomat uit 1977 terugvordert en gebruikt als dienstwagen.
Geleidelijk ontstaat er meer wederzijds begrip en zelfs een vriendschap tussen Brisgau en Kringge.

## Verfilming
Op 7 november 2019 verscheen een gelijknamige film met Henning Baum in de hoofdrol in de Duitse bioscopen.